# 公立學校
公立學校，或稱政府學校、公辦學校或官立學校，是由當地政府所開辦、以公費營運的學校，其辦學資金全部或主要由當地政府撥付。
在私立學校及普及教育盛行之前，公立學校是教育的唯一選擇，而這些學校是為當地的官僚或統治階層的子女提供教育，低下階層的人民則甚少有機會受教育，最顯著的例子是英國的公學；這些學校大部份是由政府或宗教團體以立法的方式創立。
現今，「公立學校」一詞經常被誤解作「私立學校」的反義詞。然而，在某些國家的體制中，或按實際情況來看，公立、私立學校的界線其實並不明確。以美國舉例，該國規模最大的幾所私立研究型大學每年都取得來自聯邦政府的龐大公共撥款，支持大學研究及向貧困學生提供學位，數額甚至比一般州立大學高出數十倍，按實際已經可視作一所公立學校。

## 概說
國家教育是包容性的，無論是對學生的待遇還是對公共教育政府的授權範圍與一般政府一樣廣泛。它通常被組織和運作為它在其中運作的公民社區的刻意模型。
儘管通常在中央學校的教室中提供給一組學生，但也可以在家裡，僱用來訪的老師和/或監督的老師提供。它也可以在非學校，非家庭環境中提供，例如購物中心空間。
國家教育普遍向所有人開放。在大多數國家/地區，年齡不超過規定的兒童必須上學，但許多人可以選擇上私立學校。就私立學校而言，學校獨立於國家運營，通常通過向父母收取學費來支付其成本（甚至獲利）。另一方面，公立學校的資金是由稅收收入提供的，因此，即使是不上學的人（或其家屬不上學的人）也有助於確保社會受到教育。在貧窮的社會中，由於童工的原因，當局常常不上義務教育被利用。正是這些孩子的保證收入的勞動不能被沒收以允許其上學。
應用於公立學校的“公共教育”一詞與“公共資助的教育”一詞並不相同。政府可能會做出一項公共政策決定，希望分配一些財政資源來支持私人教育的提供，並且可能希望對其提供控制。私立學校的助學金和憑單系統提供了公立私立教育的例子。相反，一所公立學校（包括由學區開辦的一所公立學校）可能嚴重依賴私人資金（例如高額費用或私人捐款），並且由於政府的所有權和控制權而仍被視為州立學校。
在某些國家/地區（例如德國），只要符合某些州的要求，私人協會或教堂就可以根據自己的原則運營學校。當滿足這些特定要求時，尤其是在學校課程方面，學校將有資格獲得國家資助。然後，即使他們做出有關聘用和學校政策（例如，不聘請無神論者）的決定，但州政府可能不會自己做出決定，因此在財政上和出於認證目的將其視為州教育體系的一部分。

## 各國/地區公立學校

### 香港
由香港政府（或港英政府）所開辦的學校，稱為立學校。

### 澳門
在澳門，大部份非高等教育機構均為私立學校，公立學校僅為少數。但是，合資格的私立學校，也可以接受澳門政府的免費教育補助。

### 日本
在日本，公立學校通常是指由地方政府所開辦的學校。

### 美国
在美國，公立學校通常是指由地方政府所開辦的小學和中學。

## 外部連結
- 维基共享资源上的相關多媒體資源：公立學校